# 国立情報学研究所
国立情報学研究所（こくりつじょうほうがくけんきゅうじょ、英語: National Institute of Informatics、NII）は、東京都千代田区一ツ橋の学術総合センタービルにある日本の大学共同利用機関。情報・システム研究機構を構成する。
学術情報センター（National Center for Science Information Systems、略称：NACSIS（ナクシス））を前身とする組織で、2000年に設置された。2012年4月時点で、職員127名、客員教授等が107名、特任教授等が22名、特定有期雇用職員214名、大学院生126名が在籍している。年間予算は107億円（2012年度）。

## 設立の背景
1997年5月に日本学術会議が「計算機科学研究の推進について」で日本での計算機科学研究の中核となる研究所の設立を提案し、1998年1月に文部省学術審議会が「情報学研究の推進方策について」の建議で情報研究の研究所を大学共同利用機関として設立することを提案した。これを受けて文部省が準備組織として「情報分野における中核的な学術研究機関の在り方に関する調査協力者会議」を発足させた。同会議は学術情報センターを核とした改組により新研究所を設立することを提言した。

## 活動・事業
学術研究の研究所としての側面（最近は名前の通り情報学分野が中心）と、学術情報サービスプロバイダ（GeNiiなど）と学術ネットワーク（SINET/SUPER SINET）の運営者としての側面と、2つの側面がある。また総合研究大学院大学に参加して、複合科学研究科情報学専攻として博士課程の学生の教育指導も行っている。
文献情報分野における標準化や学術情報分野における標準化などを推進してきた。国内で発信される文献情報は、既に年間数十万件を遥かに超え、インターネット上での文献（書類）情報は数億件に達しつつある。図書文献情報は、日本十進分類法（NDC）やISSNなどの分類情報で文献分類を行うことが出来るが、インターネット上や特許文献などの文献分類は、標準化がなされていなかったため、一部において困難であった。それを解決するために、日本弁理士会や特許庁の外郭団体とも連携し、また、インターネットプロバイダーとも協力することで、情報検索分野における標準化の国立機関として、活動を推進してきた。

### 情報検索分野の活動
情報学分野での標準化研究として、特に情報検索分野での研究活動が活発に行われている。NIST（アメリカ産業標準技術研究所）との間で、NTCIRを企画し現在も行っている。これは、検索技術の高度化を目指した研究開発のコンペであり、分野としては、一般情報検索、自動要約、特許検索、Q&A検索からなる。
NTCIRは、有人の検索ではなく、あくまでも自動検索によるコンペ（性能評価）であり、そこに投入されるアルゴリズムに関しては、古典論に基づく検索方法であっても良いし、新規に開発されたものであっても良い。タグを付与された情報（XMLなどのフォーマットによる）に基づき、特定の検索課題に対して、検索結果を評価するという方法によって行われるものである。また、日立製作所基礎研究所等のチームが開発した、オープンソース型の高度検索システム GETAを応用した、Webcat Plus、GeNiiを実用化を行う。
国立の情報機関であるため、情報検索分野における標準化課題にも取り組んでおり、タグの付与方法や自動要約などの課題にも取り組んでいる。自動要約に関しては、あくまでも機械は補助をする仕組みであり、人間が最終的に較正などを行うシステムとしてあるべきであり、これは第五世代コンピュータプロジェクトの反省による。
更に、文献情報検索の近代化を目指して、検索課題などについても取り組んでおり、これはNTCIR検索課題として、利用目的を研究開発に限る場合において公開している。今後としては、ユビキタスシステムにおける、情報検索についても研究開発を進める予定であり、これから情報検索分野などにおいて、バリアフリーの環境を構築するための課題にも取り組んでいく予定である。

## 目的
図書館情報学の国立研究所として、各専門学会との共同事業として論文の書誌情報データベースシステムを古くから運用してきた。現在は、書誌情報は論文誌発行から3か月程度で、全文は各学術専門団体との契約等により多少の開きはあるが、最長2年を目処にして公開を行っている。
また、NII内に設置したサーバ内に、各学術専門学会のWEBサーバを収納しており、加盟者数が小さい団体でも利用可能であった。学術論文や学術団体の専門誌を扱うため、匿名サーバは設置していなかった。このサービスは2010年4月以降は新規受付を停止し、2012年3月31日にサービスを停止した。図書館情報システムに関連する研究を中心に行っており、図書館運営者や図書館情報サービスを行う団体との間では共同研究事業が盛んに行われている。

## 沿革
- 1976年 東京大学情報図書館学研究センター発足[7]。
- 1983年 東京大学文献情報センター設置[7]。
- 1984年 東京大学文献情報センターを全国共同利用施設に改組。
- 1986年 東京大学文献情報センターを改組し学術情報センターを設置[7]。
- 1997年 日本学術会議「計算機科学研究の推進について（勧告）」で日本での計算機科学研究の中核となる研究所の設立を提案[3][4]。
- 1998年 文部省学術審議会が「情報学研究の推進方策について」の建議で情報研究の研究所を大学共同利用機関として設立することを提案[5][4]。
- 1998年 これを受けて文部省が準備組織として「情報分野における中核的な学術研究機関の在り方に関する調査協力者会議」を発足。同会議は学術情報センターを核とした改組により新研究所を設立することを提言[4]。
- 2000年 学術情報センターを廃止し、国立情報学研究所を設置[7]。
- 2004年 大学共同利用機関法人として情報・システム研究機構の一員へ改組[7]。
- 2006年 博士課程を3年制から5年一貫制へ改組。
- 2018年 LINEとの人工知能（AI）研究協力などの拠点として「ロバストインテリジェンス・ソーシャルテクノロジー研究センター」（CRIS）を設置[8]。

## 研究拠点
- 日仏情報学連携研究拠点 - 慶應義塾大学、東京大学、フランス国立科学研究センター、ソルボンヌ大学（旧：ピエール＆マリー・キュリー大学）と連携し、情報学分野における日仏間の研究交流・成果発信を行っている。

## 事業・サービス
- NACSIS-CAT - 総合目録・所在情報データベース
- GeNii - NII学術コンテンツ・ポータル（2014年3月廃止。ただしGeNiiで提供していた各種のサービスはそれぞれ存続）
  - CiNii - 学術文献データベース
  - Webcat Plus
  - KAKEN - 科学研究費助成事業データベース
  - NII-DBR - 学術研究データベースリポジトリの横断検索（2021年3月末終了[9]）
  - JAIRO - 機関リポジトリの横断検索
  - JAIRO Cloud - 共用リポジトリサービス
- NetCommons - CMS
- SINET
- eduroam
- 想 - IMAGINE Book Search
- デジタル台風